# Segelfluggelände Ummern

i7
i11
i13
Das Segelfluggelände Ummern liegt in der Gemeinde Ummern im Landkreis Gifhorn in Niedersachsen, etwa drei Kilometer nördlich des Zentrums von Ummern.

## Flugbetrieb
Das Segelfluggelände ist mit einer 800 m langen und 30 m breiten Start- und Landebahn aus Gras (Richtung 13/31) ausgestattet. Es besitzt eine Betriebszulassung für Segelflugzeuge, Motorsegler, Ultraleichtflugzeuge sowie für Motorflugzeuge zum Zweck des Flugzeugschlepps. Der Start von Segelflugzeugen erfolgt per Windenstart oder Flugzeugschlepp. Der Halter und Betreiber des Segelfluggeländes ist die Luftsportgemeinschaft Fallersleben e. V.

## Geschichte
Die Luftsportgemeinschaft Fallersleben e. V. wurde am 1. Juli 1951 gegründet. Das Segelfluggelände wurde 1976 in Betrieb genommen.